# Torneo de Grodzisk Mazowiecki 2023
El Polish Open 2023 fue un torneo de tenis profesional jugado en canchas duras al aire libre. Se trató de la 4ª edición del torneo y formó parte de los Torneos WTA 125s en 2023 por primera vez. Se llevó a cabo en Grodzisk Mazowiecki, Polonia, entre el 7 de agosto al 12 de agosto de 2023.

## Cabezas de serie

### Individuales
| Tenista             | Ranking | Preclasificada |
| Jule Niemeier       | 101     | 1              |
| Lucrezia Stefanini  | 102     | 2              |
| Tereza Martincová   | 109     | 3              |
| Greet Minnen        | 112     | 4              |
| Viktória Hrunčáková | 117     | 5              |
| Jaqueline Cristian  | 122     | 6              |
| Nao Hibino          | 136     | 7              |
| Dayana Yastremska   | 149     | 8              |
| Eva Lys             | 150     | 9              |

- Ranking del 31 de julio de 2023.

### Dobles
| Tenista                         | Ranking | Preclasificada |
| Alicia Barnett Olivia Nicholls  | 147     | 1              |
| Anastasia Dețiuc Anna Sisková   | 178     | 2              |
| Katarzyna Piter Renata Voráčová | 180     | 3              |
| Naiktha Bains Maia Lumsden      | 189     | 4              |

## Campeonas

### Individuales femeninos
Dayana Yastremska venció a  Greet Minnen por 2–6, 6–1, 6–3

### Dobles femenino
Katarzyna Kawa /  Elixane Lechemia vencieron a  Naiktha Bains /  Maia Lumsden por 6–3, 6–4